# The Raveonettes
The Raveonettes er en dansk rock and roll duo bestående af Sune Rose Wagner og Sharin Foo.

## Historie
Under Sune Rose Wagners ophold i Los Angeles i 1999, skrev han sangene til forløberen for the Raveonettes, bandet The Girl On Death Row. De spillede kun enkelte koncerter og skiftede hurtigt navn til The Raveonettes. Det meste af sættet fra The Girl On Death Row, blev til EP'en Whip It On.
Sune Rose Wagner og Sharin Foo mødte hinanden gennem Christian Bech fra the Pleasure Machine, hvor de begge spillede med på deres plade. 
Efter at havet dannet bandet i København i 2001, begyndte indspilningen af Whip It On i det tidligere Sony-studie Once Was & Sauna Recording Studio. De bookede det til tre uger, og klarede hele produktionsarbejdet selv. Alle sangene går i Bb-mol. Efter at have udvidet med guitarist Manoj Ramdas, og trommeslager Jakob Hoyer, spillede The Raveonettes et af deres første gigs på SPOT Festival i Århus.
I 2008 deltog bandet på Just Like Heaven – en hyldest-plade til The Cure. I den forbindelse genindspillede de klassikeren "A Forest".
Deres hit "Last Dance" er spilbar i video-spillet Rock Band 3.
Bandets første album i fuld længde Chain Gang Of Love er i Bb-dur, og alle undtagen to af sangene er under tre minutter. Albummets producer er Richard Gottehrer, som står bag 1960'er-numrene "My Boyfriend's Back", og "You Want The Candy". Chain Gang Of Love blev indspillet i Danmark og New York i perioderne den 9.-17. oktober, den 6.-12. november, og den 4.-10. december, i 2002. Albummet blev mixet færdigt i London i starten af 2003. De 13 sange på albummet er skrevet af Sune Rose Wagner selv, ud over "That Great Love Sound", som han skrev sammen med Gottehrer. Chain Gang Of Love bliver ofte sammenlignet med Psychocandy, The Jesus and Mary Chains debutalbum.[kilde mangler]
Gruppens seneste album, Pe'ahi, udkom i 2014 og modtog fem ud af seks stjerner i musikmagasinet GAFFA.

## Diskografi

### Album
- Chain Gang Of Love (2003)
- Pretty In Black (2005)
- Lust Lust Lust (2007)
- In And Out of Control (2009)
- Raven in the Grave (2011)
- Rarities/B-sides (2011)
- Observator (2012)
- Pe'ahi (2014)

### Ep'er
- Whip It On (2002)
- Beauty Dies (2008)
- Sometimes They Drop By (2008)
- Wishing You a Rave Christmas (2008)
- Into the Night (2012)

### Singler
- "That Great Love Sound" #34 UK (2003)
- "Love in a Trashcan" #26 UK (2005)
- "Last Dance" (2009)